# Leptoderma
Leptoderma is een geslacht van straalvinnige vissen uit de familie van gladkopvissen (Alepocephalidae). Het geslacht is voor het eerst wetenschappelijk beschreven in 1886 door Vaillant.

## Soorten
- Leptoderma affinis Alcock, 1899
- Leptoderma lubricum Abe, Marumo & Kawaguchi, 1965
- Leptoderma macrops Vaillant, 1886
- Leptoderma retropinna Fowler, 1943
- Leptoderma macrophthalmum Byrkjedal, Poulsen & Galbraith, 2011